# Труновский сельсовет
Труновский сельсовет — упразднённое сельское поселение в Труновском районе Ставропольского края России.
Административный центр — село Труновское.

## История
Статус и границы сельского поселения установлены Законом Ставропольского края от 4 октября 2004 г. № 88-КЗ «О наделении муниципальных образований Ставропольского края статусом городского, сельского поселения, городского округа, муниципального района».
С 16 марта 2020 года, в соответствии с Законом Ставропольского края от 31 января 2020 г. № 14-кз, все муниципальные образования Труновского муниципального района были преобразованы путём их объединения в единое муниципальное образование Труновский муниципальный округ.

## Население
| 1989  | 2002  | 2010  | 2011  | 2012  | 2013  | 2014  |
| ----- | ----- | ----- | ----- | ----- | ----- | ----- |
| 6580  | ↗6852 | ↘6583 | ↘6570 | ↘6541 | ↘6492 | ↘6404 |
| 2015  | 2016  | 2017  | 2018  | 2019  | 2020  |       |
| ↘6359 | ↘6231 | ↘6141 | ↘6012 | ↘5901 | ↘5798 |       |

### Национальный состав
По итогам переписи населения 2010 года проживали следующие национальности (национальности менее 1 %, см. в сноске к строке "Другие"):
| Национальность | Численность | Процент |
| -------------- | ----------- | ------- |
| Русские        | 5562        | 84,49   |
| Армяне         | 449         | 6,82    |
| Чеченцы        | 143         | 2,17    |
| Другие         | 429         | 6,52    |
| Итого          | 6583        | 100,00  |

## Состав сельского поселения
| № | Населённый пункт | Тип населённого пункта       | Население |
| - | ---------------- | ---------------------------- | --------- |
| 1 | Ключевское       | село                         | ↘358      |
| 2 | Кофанов          | хутор                        | ↘17       |
| 3 | Труновское       | село, административный центр | ↗6227     |

## Люди, связанные с сельсоветом
Богачёв Иван Андреевич (16.06.1930), председатель колхоза «Терновский», Герой труда Ставрополья